# Mitsunori Fujiguchi
Mitsunori Fujiguchi (jap. 藤口 光紀 Fujiguchi Mitsunori; ur. 17 sierpnia 1949) – były japoński piłkarz, reprezentant kraju.

## Kariera klubowa
Od 1974 do 1982 roku występował w klubie Mitsubishi Motors.

## Kariera reprezentacyjna
W reprezentacji Japonii zadebiutował w 1972. W reprezentacji Japonii występował w latach 1972-1978. W sumie w reprezentacji wystąpił w 26 spotkaniach.

## Statystyki
| Reprezentacja Japonii | Reprezentacja Japonii | Reprezentacja Japonii |
| Rok                   | Mecze                 | Gole                  |
| --------------------- | --------------------- | --------------------- |
| 1972                  | 5                     | 0                     |
| 1973                  | 2                     | 0                     |
| 1974                  | 1                     | 0                     |
| 1975                  | 4                     | 0                     |
| 1976                  | 2                     | 0                     |
| 1977                  | 0                     | 0                     |
| 1978                  | 12                    | 2                     |
| Razem                 | 26                    | 2                     |